# 스테파노스 카피노
스테파노스 카피노(그리스어: Στέφανος Καπίνο, 1994년 3월 18일, 피레아스 ~)는 그리스의 축구 선수로, 현재 아르미니아 빌레펠트와 그리스 국가대표팀에서 골키퍼로 활약하고 있다.

## 유년 시절
카피노 가문은 알바니아계 이민인으로, 90년대에 그리스로 이주하였다. 스테판은 피레아스 현 코리달로스를 연고로 하는 아마추어 클럽 아에토스 (Αετός)의 유소년팀에서 축구를 시작하였다. 비록 올림피아코스의 스카우트가 그에게 먼저 접근하였고, 2달 반동안 팀 훈련에 참가하기에 이르었으나, 그의 영입을 확정지은 팀은 파나티나이코스로, 2007년 6월에 그가 €17,000에 계약하였다. 파나티나이코스에서, 그는 꾸준히 발전하여 U-18팀과 U-21팀의 선발 라인업에 이름을 올렸다.

## 클럽 경력

### 파나티나이코스
2011년 9월 17일, 아트로미토스와의 수페르리가 경기에서, 그는 1군 데뷔전을 치르었는데, 그는 팀동료 오레스티스 카르네지스가 퇴장당하면서 교체 투입되었다. 이 경기 출전으로, 그는 17세 6개월 9일의 나이로 경기에 출전한 파나티나이코스 최연소 골키퍼로 이름을 올렸다.
본래 벤치로 밀려났던 그는, 팀동료인 오레스티스 카르네지스가 갑작스럽게 퇴장당하면서 둘 간의 경쟁구도에 변동이 일어났다. 그에 따라, 카피노에게 있어서 가장 기대하던 순간을 잡게 되었고, 프로 경기에 데뷔하였다. 이 루키는 감정적인 충격을 느끼지 않았고, 즉시 담력을 발휘하여 수 차례 상대 공격을 막아내었고 이는 그에게 자신감을 키워주고, 골대 사이에 서있는데에 있어서의 익숙한 감도 가져다 주었다. 비록, 홈팀의 콘스탄티노스 미트로글루가 골망을 가르면서 경기의 균형이 깨졌으나, 세바스티안 레토가 정규 시간을 4분 남겨놓고서 동점골을 넣으면서 비길 수 있었다. 그 인상적인 첫 활약 후, 제수알두 페헤이라 감독은 여러 악조건 (알레산드로스 초르바스의 팔레르모 매각과 스테파노스 코촐리스의 부상) 에도 불구하고 11번의 경기에 더 출전시키며 자신감을 북돋아 주었고, 12번의 수페르리가 엘라다 경기 출장에 이르렀다.
그 다음 시즌 (2012-13) 은 파나티나이코스에게 있어서는 위기의 시즌으로, 한 시즌동안 4명의 감독이 사령탑의 역임하였고, 아르헨티나의 후안 라몬 로차, 스페인의 파브리, 그리고 얀니스 보노르타스 감독 모두 홈에서 3-2로 이긴 베리아전까지 모두 젊은 키퍼로부터 출전 기회를 뺏지 않았다.
카피노는 언론에 의해 떠오르는 거물로 묘사되었고, 나폴리, 인테르나치오날레, 아스널, 그리고 맨체스터 유나이티드 등의 유명 유럽 클럽들의 관심을 모았다. 더 나아가서, 2013년 여름에 파나티나이코스 키퍼인 스테파노스 카피노는 나폴리에 근접하기도 하였다. 그러나, 프라시니 신문의 기자와 파오 월드 포털에 의해 몇 가지 사항으로 인해 협상이 무산되었다고 보도되었다. 보도 내용에는 다음과 같이 쓰여져 있었다: "파나티나이코스 수문장 스테파노스 카피노는 나폴리의 이적에 매우 근접하였었다. 클럽은 선수의 원하는 행선지였고, 최근 두 클럽은 합의를 통해 €400,000을 즉시 지불하고 수문장을 캄파니아로 데려온 후, 이듬 해에 €2M을 지불하기로 협상되었다. 두 팀간의 협상 후, 라파엘 베니테스 나폴리 감독은 구단주에게 더 많은 경험의 골키퍼가 필요하다고 말하였다."
2013-14 시즌은 젊은 수문장에게 있어서 최고의 해였다. 그는 대부분의 그리스 수페르리가 엘라다 경기에 주전으로 대부분 경기에 출전하였고, 그 결과, 그는 2014년 FIFA 월드컵에 참가할 최종 엔트리에 발탁되었다.

### 마인츠 05
마인츠 05는 그리스인 스테파노스 카피노를 그리스의 정상급 클럽 파나티나이코스로부터 영입하는 것에 확정을 지었다. 그리스 국가대표는 €2.2M의 이적료에 분데스리가 클럽과 4년 계약을 체결하였다. 신인 골키퍼는 지난 시즌 막판까지 팀의 수문장을 맡았던 로리스 카리우스와 선발 라인업을 두고 경쟁하게 되었다. "스테파노스 카피노는 유동적이고, 빠르게 반응하는 골키퍼입니다,"라고 카스페르 휠만 마인츠 감독이 말하였다. "그는 비록 아직 어리나, 특출게도 이미 안정감과 경험을 겸비하고 있습니다. 로리스와 함께 스테파노스와 로빈이 존재함에 따라, 우리는 세 명의 잠재력이 크고 매우 젊은 골키퍼를 지니고 있습니다.."

## 국가대표팀 경력
카피노는 그리스 U-17, U-19 국가대표팀에서 활약했었다. 그는 그리스 U-17 국가대표팀 최연소 출전 기록을 가졌으며, 당시 15세로 데뷔했었다.
2011년 11월 15일, 17세 241일이 되었을 때, 그는 루마니아전에서 그리스 성인 국가대표팀 데뷔전을 치르었고, 그에 따라, 그는 그리스 성인 국가대표팀 경기에 출전한 최연소 선수로 기록되었다.

## 플레이스타일
그의 민첩함과 이동 속도는 골대 한가운데에서 손쉽게 움직일 수 있도록 해 준다. 그의 신장은 1.97m로, 같은 나이대에 젊은 수문장은 창창한 미래를 지니고 있다. 거의 항상 안전한 공중볼의 외곽 처리와 함께 골대 한가운데에서 놀라운 반사 신경을 동시에 지니고 있다. 카피노는 희망적으로 몇 국내 신문에서 나온것에 따라, 전 파나티나이코스와 올림피아코스에서 활약하였으며, 그리스 국가대표팀의 2004년 우승 주역인 안토니스 니코폴리디스의 뒤를 따를 것으로 전망하고 있다.

## 통계

### 클럽 통계
2018년 5월 7일
| 클럽            | 시즌      | 리그 | 리그 | 컵   | 컵 | 챔피언스리그 | 챔피언스리그 | 유로파리그 | 유로파리그 | 합계 | 합계 |
| 클럽            | 시즌      | 출장 | 골   | 출장 | 골 | 출장         | 골           | 출장       | 골         | 출장 | 골   |
| --------------- | --------- | ---- | ---- | ---- | -- | ------------ | ------------ | ---------- | ---------- | ---- | ---- |
| 파나티나이코스  | 2011–12   | 12   | 0    | 0    | 0  | 0            | 0            | 0          | 0          | 12   | 0    |
| 파나티나이코스  | 2012–13   | 1    | 0    | 2    | 0  | 0            | 0            | 0          | 0          | 3    | 0    |
| 파나티나이코스  | 2013–14   | 33   | 0    | 0    | 0  | 0            | 0            | 0          | 0          | 33   | 0    |
| 파나티나이코스  | 합계      | 46   | 0    | 2    | 0  | 0            | 0            | 0          | 0          | 48   | 0    |
| 마인츠 05       | 2014–15   | 2    | 0    | 0    | 0  | 0            | 0            | 0          | 0          | 2    | 0    |
| 마인츠 05       | 합계      | 2    | 0    | 0    | 0  | 0            | 0            | 0          | 0          | 2    | 0    |
| 올림피아코스    | 2015–16   | 3    | 0    | 8    | 0  | 0            | 0            | 0          | 0          | 11   | 0    |
| 올림피아코스    | 2016–17   | 18   | 0    | 3    | 0  | 2            | 0            | 2          | 0          | 25   | 0    |
| 올림피아코스    | 2017–18   | 5    | 0    | 2    | 0  | 5            | 0            | 0          | 0          | 12   | 0    |
| 올림피아코스    | 합계      | 26   | 0    | 13   | 0  | 7            | 0            | 2          | 0          | 48   | 0    |
| 노팅엄 포리스트 | 2017–18   | 4    | 0    | 0    | 0  | 0            | 0            | 0          | 0          | 4    | 0    |
| 노팅엄 포리스트 | 합계      | 4    | 0    | 0    | 0  | 0            | 0            | 0          | 0          | 4    | 0    |
| 경력 합계       | 경력 합계 | 78   | 0    | 15   | 0  | 7            | 0            | 2          | 0          | 102  | 0    |

### 국가대표팀 통계
2017년 3월 25일 기준
| 그리스 국가대표팀 | 그리스 국가대표팀 | 그리스 국가대표팀 |
| 연도              | 출장              | 골                |
| ----------------- | ----------------- | ----------------- |
| 2011              | 1                 | 0                 |
| 2014              | 1                 | 0                 |
| 2015              | 2                 | 0                 |
| 2016              | 4                 | 0                 |
| 2017              | 1                 | 0                 |
| 합계              | 9                 | 0                 |

## 수상
파나티나이코스
- 쿠펠로 엘라도스: 2013-14

올림피아코스
- 수페르리가 엘라다 (2): 2015-16, 2016-17
- 쿠펠로 엘라도스 준우승: 2015-16